# Breia
Breia (Brèja in piemontese) è un centro abitato di 58 abitanti del comune di Cellio con Breia in provincia di Vercelli. Il centro abitato comprende anche l'ex frazione di Cadarafagno e la località di San Bernardo, entrambe ormai fisicamente unite al paese.
Fino al 1º gennaio 2018 ha costituito un comune autonomo assieme alle frazioni di Agarla, Cadarafagno, Castagneia, Cavaglia e Morondo, venendo in seguito aggregato a Cellio nel nuovo comune.

## Geografia fisica
Era la sede comunale più alta della bassa Valsesia ed è situato tra i boschi in una zona con ampia veduta sulla valle. 
Davanti alla chiesa parrocchiale, guardando verso la valle, nelle giornate limpide è possibile vedere le montagne al di là delle quali si trova la Liguria.

San Bernardo
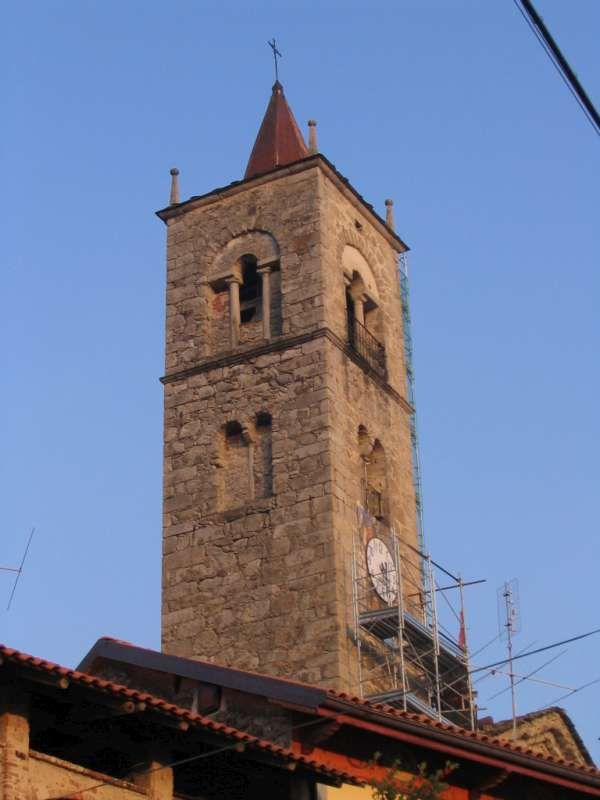
Campanile di Breia
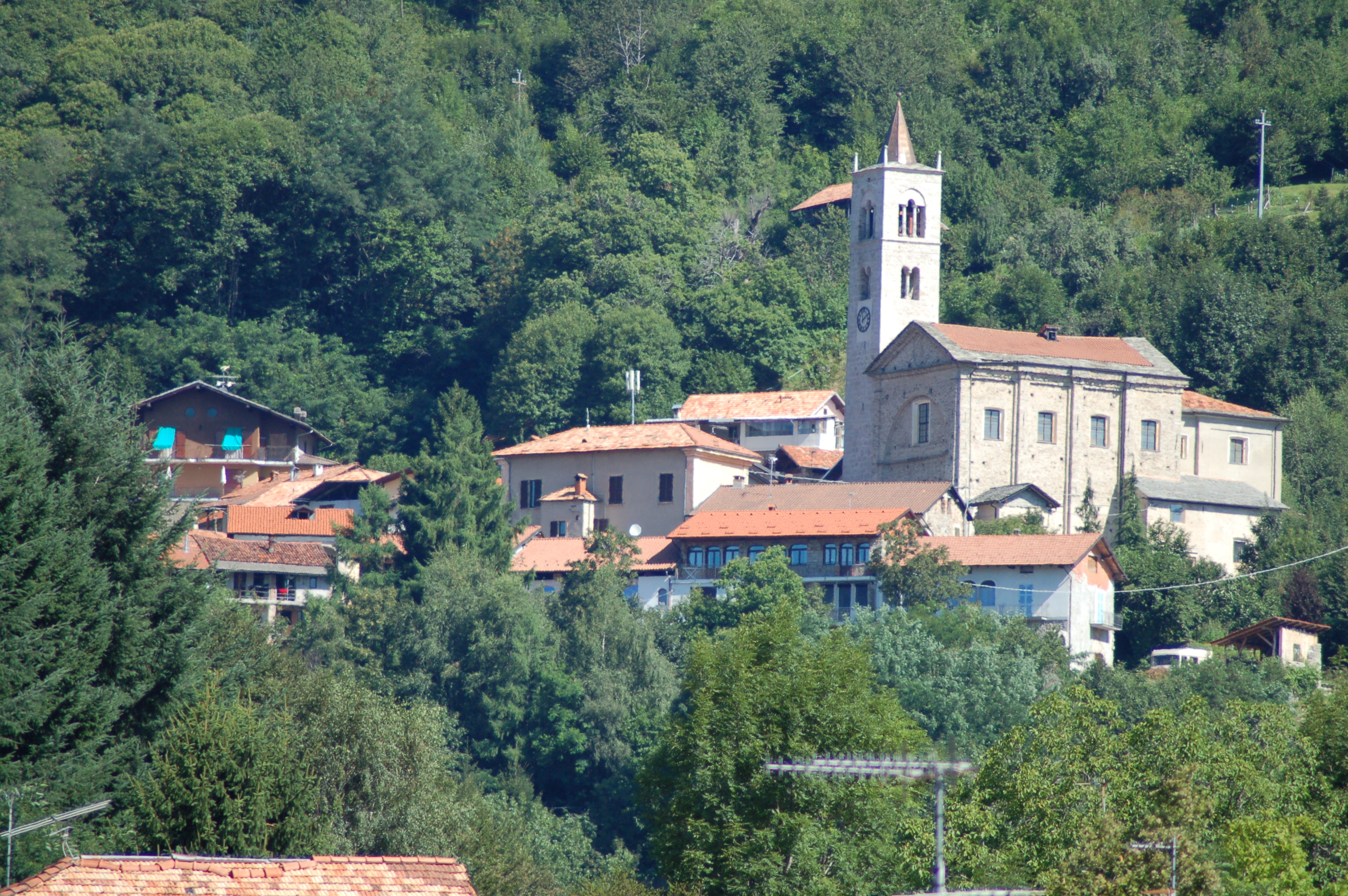
Panorama

## Origini del nome
Il suo nome potrebbe avere origini francesi, da un termine che significa altura, rialzo . Le prime notizie che si hanno di Breia (o anche Breja) si possono trovare nel diploma di Ottone IV nel 1209 dove si cita una certa Bregina e nella carta dell'11 agosto 1251 dove viene citato il toponimo Brecenna .

In seguito denominata Breja, il nome divenne Breia a seguito dell'italianizzazione della toponomastica locale in vigore nel ventennio fascista .

## Storia

Vecchio stemma comunale

### Simboli
Lo stemma di Breia era stato concesso con decreto del presidente della Repubblica del 22 settembre 1963.
È rappresentata la chiesa di San Giovanni Battista, elevata a parrocchia nel 1588, con la posa della croce sulla sommità, avvenimento ricordato dal motto presente sotto lo scudo.

## Monumenti e luoghi d'interesse

### Architetture religiose

#### Chiesa di San Giovanni Battista
La chiesa parrocchiale è dedicata a san Giovanni Battista e fu costruita su una cappella del XII secolo. La chiesa risalirebbe al XVI secolo ma fu in seguito rimaneggiata. Nel portico del 1770 si trovano gli affreschi di Lorenzo Peracino tra cui la Decollazione di Giovanni Battista e i 14 quadri della Via Crucis interni alla chiesa, per la realizzazione dei quali il Peracino non volle essere pagato in denaro ma fece richiesta che i cittadini di Breia gli costruissero la casa a Bosco di Cellio .
Sotto la cupola del presbiterio si può osservare il Salvatore che scorge il Battista dal cielo, in una prospettiva straordinaria che sembra innalzare la cupola stessa di diversi metri.
Nella cappella del transetto di destra è rappresentata Sant'Eurosia di Jaca, una santa spagnola il cui culto è piuttosto raro.
Il campanile seicentesco è alto 35 metri in pietra scalpellata e ha i lati esterni di 6,35 metri. Fu costruito con le elemosine dei cittadini di Breia e della frazione Agarla e conserva ancora due grosse campane fuse in loco nel 1645.
È presente un antico altorilievo su pietra della Madonna col Bambino del 1588, opera di un artista walser che collocò le sue opere in diversi luoghi della valle. È riconoscibile dall'omino stilizzato che contrassegnava tutte le sue opere.
La chiesa, che prima dipendeva da San Giovanni Battista sopra Quarona, fu innalzata parrocchia nel 1588, con la posa della croce sulla sommità.
In onore di questo avvenimento lo stemma dell'ex Comune di Breia riportava il motto "CRUX IN SUMMITATE POSUIT".
Il 7 maggio 2005 il campanile di Breia è stato colpito da un fulmine, che ha causato danni alla struttura del campanile stesso e al tetto.
Le pitture dell'antico ossario sono del Rastelli di Carega. Il cimitero che circondava la chiesa fu trasferito nel 1737 in un luogo più adatto, dove l'Avondo effigiò un bel crocifisso.

#### Altri luoghi
A San Bernardo (908 m s.l.m.), raggiungibile a piedi in pochi minuti da Breia, sorge una piccola chiesa dedicata al Santo, che proteggeva i viandanti che attraversavano quel valico.
A 15 minuti da Breia si trova la chiesa di Cadarafagno, che anticamente con Breia faceva parte di quella di Quarona. La chiesa parrocchiale, che è collocata fuori dell'abitato, contiene alcuni dipinti eseguiti nel 1796 dal Peracino terzo (nipote di Lorenzo) e rappresentanti alcuni fatti del titolare S. Gottardo e della beata Panacea. Sotto al portico della facciata Lorenzo Peracino dipinse nel 1791, fra ornati di stile barocco, i quattro evangelisti e sopra la porta la pastorella valsesiana Panacea. Il campanile di questa chiesa reca la data del 1629.

## Società

### Evoluzione demografica
Abitanti censiti; per gli ultimi censimenti si evidenzia in blu la popolazione residente nel centro abitato di Breia, in verde quella residente nei vecchi confini comunali.